# Gonomyia ishana
Gonomyia ishana är en tvåvingeart som beskrevs av Alexander 1961. Gonomyia ishana ingår i släktet Gonomyia och familjen småharkrankar. Inga underarter finns listade i Catalogue of Life.